# Runer Jonsson
Runer Jonsson (29. června 1916, Nybro – 29. října 2006) byl švédský spisovatel a novinář.
Runer Jonsson drží jeden z rekordů švédského tisku. Již od třinácti let spolupracoval s časopisem Nybro Tidning a od devatenácti let byl jejich hlavním redaktorem. Současné psal články i pro jiné noviny. Jeho kritika nacismu ve 40. letech 20. století byla velmi statečná.
Jako spisovatel je Jonsson znám především díky své sedmidílné sérii humorných knih pro děti o mírumilovném Vikingovi Vikovi, podle které byl natočen i animovaný televizní seriál. Vike je synem náčelníka Halvara, a přestože je malý, je chytřejší než všichni ostatní válečníci dohromady, a řeší za otce i jeho spolubojovníky problémy, do kterých se vlastním přičiněním dostanou.

## Literární dílo

### Viking Vike
- Vicke Viking (1963, Viking Vike)
- Vicke Viking lurar de rödögda (1965, Viking Vike a rudoocí rváči),
- Vicke Viking Hederskung (1966, Viking Vike králem),
- Vicke Viking i Vinland (1967, Viking Vike v zemi Mávinků)
- Vicke Viking hos burduserna (1969, Viking Vike a Divousové).
- Vicke Viking störtar tyrannerna (1975),
- Vicke tar över (1995).

### Další knihy
- Släpp farmor och kusinerna! (1970),
- Vad ger ni för Johan? (1971),
- Demonstranterna (1978),
- Kung Karls trosspojke (1980),
- Min gode vän Rånaren (1981),
- Jens, jag och unionen (1982),
- Det finns inga matchhjältar (1983),
- Den röda baskern (1993).

## Filmové adaptace
- Chîsana baikingu Bikke (1974–1975), Dobrodružství Vicky Vikinga), japonsko-rakousko-německý animovaný televizní seriál, režie Chikao Katsui a Hiroshi Saitō. Během 3 sezón bylo odvysíláno celkem 78 epizod.
- Wickie und die starken Männer (2009), německý film, režie Michael Herbig,
- Wickie auf großer Fahrt (2011), německý film, režie Christian Ditter.
- Vic the Viking (2013–2014), australsko-holandsko-francouzsko-rakousko-německý animovaný televizní seriál, režie Éric Cazes. Během 2 sezón bylo odvysíláno celkem 78 epizod.
- Wickie und die starken Männer - Das magische Schwert, (2019), německý film, režie Éric Cazes

## Česká vydání
- Viking Vike, SNDK, Praha 1966, přeložila Dagmar Chvojková-Pallasová,
- První kniha Vikinga Vika. Albatros, Praha 1977, přeložil Josef Vohryzek (jako Radko Kejzlar), obsahuje příběhy Viking Vike a Viking Vike a rudoocí rváči, znovu 2005.
- Druhá kniha Vikinga Vika. Albatros, Praha 1977, přeložil Josef Vohryzek (jako Radko Kejzlar), obsahuje příběhy Viking Vike králem, Viking Vike v zemi Mávinků a Viking Vike a Divousové, znovu 2005.
- Viking Vike, Albatros, Praha 1994, přeložil Josef Vohryzek,
- Viking Vike a rudoocí rváči, Albatros, Praha 1995, přeložil Josef Vohryzek,
- Viking Vike králem, Albatros, Praha 1996, přeložil Josef Vohryzek a Radko Kejzlar.
- Viking Vike v zemi Mávinků, Albatros, Praha 1997, přeložil Josef Vohryzek a Radko Kejzlar.

### Rozhlasová adaptace
V roce 2021 vytvořil dramatizovanou audiopodobu příběhu Český rozhlas v režii Petra Vodičky a v premiéře ji odvysílal 5. září 2021. Hlavní role ztvárnili Antonín Kracík, Jiří Vyorálek, Petr Čtvrtníček, Jakub Žáček, Marek Němec, Lucie Štěpánková a Jan Vondráček.